# Miya Muqi

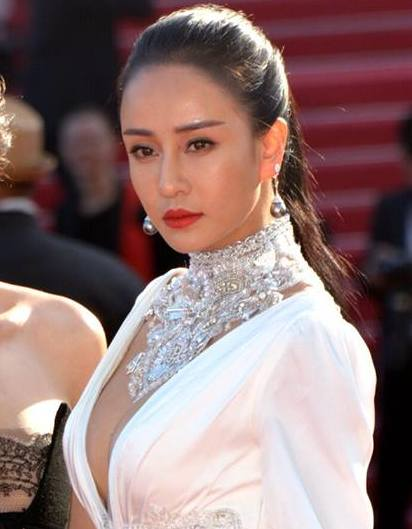
Miya Muqi (2018)

Miya Muqi (chinesisch 母其彌雅 / 母其弥雅, Pinyin Mǔqí Mǐyǎ; * 20. Mai 1987 in Chuxiong, Yunnan; auch als Mu Qimiya bekannt) ist eine chinesische Schauspielerin, Model und Yogalehrerin.

## Leben
Miya Muqi wurde am 20. Mai 1987 in Chuxiong geboren. Sie begann mit 14 Jahren ihre Laufbahn als Model. Ihr Filmschauspieldebüt gab sie 2014 im Film Tomb Robber. 2016 folgte eine Nebenrolle im Film The Monkey King 2. Ab 2017 wurde sie einem breiteren Publikum durch die weibliche Hauptrolle der Nuomin im Film Kung Fu Yoga – Der goldene Arm der Götter an der Seite von Jackie Chan als Schauspielerin bekannt. 2018 folgten Besetzungen in den Filmen The Pluto Moment und Warriors of the Nation. 2020 spielte sie in Vanguard – Elite Special Force erneut an der Seite von Jackie Chan. 2022 folgte eine Rolle in der indischen Filmproduktion Ladki: Enter the Girl Dragon. Im selben Jahr erhielt sie die weibliche Hauptrolle im Film I am a Special Policewoman.
Sie gilt als eine der bekanntesten Yogalehrerinnen Chinas und war 2016 als Markenbotschafterin der Yoga-Konferenz China in Indien tätig. Den Titel der berühmtesten Yogalehrerin Chinas haben ihr Internetnutzer verliehen, nachdem sie ein Yogabild veröffentlicht und ihre Yogakünste in einer Fernsehsendung demonstriert hatte. Sie ist nicht nur eine professionelle Yogalehrerin, sondern auch Tänzerin. Sie betreibt zudem Taekwondo und hält den Titel eines Meisters inne. Ihre Kenntnisse in der Kampfkunst zeigte sie in einigen Shows, während sie gemeinsam mit Jackie Chan für die Filme promotete.

## Filmografie (Auswahl)
- 2014: Tomb Robber (密道追踪之阴兵虎符/Midao Zhuizong Zhi Yinbing Hufu)
- 2016: The Monkey King 2 (西游记之孙悟空三打白骨精/Xi you ji zhi: Sun Wukong san da Baigu Jing)
- 2017: Kung Fu Yoga – Der goldene Arm der Götter (功夫瑜伽/Gong fu yu jia)
- 2018: The Pluto Moment (功夫瑜伽/Ming wang xing shi ke)
- 2018: Warriors of the Nation (黄飞鸿之怒海雄风/Huang Fei Hong: Nu hai xiong feng)
- 2020: Vanguard – Elite Special Force (急先锋/Ji xian feng)
- 2022: Ladki: Enter the Girl Dragon
- 2022: I am a Special Policewoman